# 10026 Sophiexeon
A 10026 Sophiexeon (ideiglenes jelöléssel (10026) 1980 RE1) a Naprendszer kisbolygóövében található aszteroida. Antonín Mrkos fedezte fel 1980. szeptember 3-án.

## Kapcsolódó szócikk
- Kisbolygók listája (10001–10500)